# Liste der Orte im Landkreis Aschaffenburg
Die Liste der Orte im Landkreis Aschaffenburg listet die 144 amtlich benannten Gemeindeteile (Hauptorte, Kirchdörfer, Pfarrdörfer, Dörfer, Weiler und Einöden) im Landkreis Aschaffenburg auf.

## Systematische Liste
Alphabet der Städte und Gemeinden mit den zugehörigen Orten.
- Stadt Alzenau mit 6 Gemeindeteile:
  - Hauptort Alzenau
  - Pfarrdörfer Albstadt, Kälberau und Michelbach
  - Kirchdorf Wasserlos
  - Ehemaliger Markt Hörstein

- Bessenbach mit 10 Gemeindeteilen:
  - Pfarrdörfer Keilberg und Oberbessenbach
  - Kirchdörfer Straßbessenbach und Unterbessenbach
  - Dorf Steiger
  - Weiler Frauengrund, Klingermühle und Waldmichelbach
  - Einöden Klingerhof und Weiler

- Blankenbach mit 3 Gemeindeteilen:
  - Pfarrdorf Kleinblankenbach
  - Dörfer Erlenbach und Großblankenbach

- Dammbach mit 8 Gemeindeteilen:
  - Pfarrdorf Wintersbach
  - Kirchdorf Krausenbach
  - Weiler Neuhammer und Oberwintersbach
  - Einöden Hundsrück, Oberkrausenbach, Oberschnorrhof und Unterschnorrhof

- Geiselbach mit 3 Gemeindeteilen:
  - Pfarrdorf Geiselbach
  - Dorf Omersbach
  - Einöde Frohnbügel

- Glattbach mit 2 Gemeindeteilen:
  - Pfarrdorf Glattbach
  - Einöde Rauenthal

- Markt Goldbach mit 2 Gemeindeteilen:
  - Stadtrandsiedlung Goldbach
  - Kirchdorf Unterafferbach

- Markt Großostheim mit 4 Gemeindeteilen:
  - Hauptort Großostheim
  - Pfarrdörfer Pflaumheim, Ringheim und Wenigumstadt

- Haibach mit 4 Gemeindeteilen:
  - Pfarrdörfer Dörrmorsbach, Grünmorsbach und Haibach
  - Einöde Dörnhof

- Heigenbrücken mit 2 Gemeindeteilen:
  - Pfarrdorf Heigenbrücken
  - Kirchdorf Jakobsthal

- Heimbuchenthal mit 3 Gemeindeteilen:
  - Pfarrdorf Heimbuchenthal
  - Weiler Heimathen und Höllhammer

- Heinrichsthal mit 3 Gemeindeteilen:
  - Kirchdorf Heinrichsthal
  - Weiler Oberlohrgrund
  - Einöde Unterlohrgrund

- Markt Hösbach mit 10 Gemeindeteilen:
  - Hauptort Hösbach
  - Pfarrdörfer Bahnhof, Rottenberg, Schmerlenbach und Wenighösbach
  - Kirchdorf Feldkahl
  - Dörfer Münchhof und Winzenhohl
  - Einöden Aschaffsteg und Forsthaus

- Johannesberg mit 7 Gemeindeteilen:
  - Pfarrdorf Johannesberg
  - Kirchdörfer Rückersbach und Steinbach
  - Dörfer Breunsberg, Oberafferbach und Sternberg
  - Weiler Hagelhof

- Kahl am Main mit 2 Gemeindeteilen:
  - Pfarrdorf Kahl am Main
  - Schloss Emmerichshofen

- Karlstein am Main mit 2 Gemeindeteilen:
  - Pfarrdörfer Dettingen am Main und Großwelzheim

- Kleinkahl mit 8 Gemeindeteilen:
  - Pfarrdorf Kleinkahl
  - Dörfer Edelbach, Großkahl, Großlaudenbach und Kleinlaudenbach
  - Weiler Kahlmühle (Bambergermühle)
  - Einöden Glashütte und Wesemichshof

- Kleinostheim mit 2 Gemeindeteilen:
  - Pfarrdorf Kleinostheim
  - Einöde Häuserackerhof

- Krombach mit 4 Gemeindeteilen:
  - Pfarrdorf Krombach
  - Dorf Oberschur
  - Weiler Unterschur
  - Einöde Hauenstein

- Laufach mit 3 Gemeindeteilen:
  - Pfarrdorf Laufach
  - Kirchdörfer Frohnhofen und Hain im Spessart

- Mainaschaff mit dem gleichnamigen Pfarrdorf

- Mespelbrunn mit 3 Gemeindeteilen:
  - Kirchdorf Mespelbrunn
  - Pfarrdorf Hessenthal
  - Schloss Mespelbrunn

- Markt Mömbris mit 23 Gemeindeteilen:
  - Hauptort Mömbris
  - Pfarrdörfer Gunzenbach, Niedersteinbach und Schimborn
  - Kirchdörfer Daxberg, Dörnsteinbach, Großhemsbach, Hohl, Königshofen an der Kahl und Reichenbach
  - Dörfer Angelsberg, Brücken, Fronhofen, Heimbach, Kaltenberg, Kleinhemsbach, Mensengesäß, Molkenberg, Rappach, Rothengrund und Strötzbach
  - Weiler Flederichsmühle und Hauhof

- Rothenbuch mit 4 Gemeindeteilen:
  - Pfarrdorf Rothenbuch
  - Weiler Erlenfurt und Lichtenau
  - Einöde Steinmühle

- Sailauf mit 3 Gemeindeteilen:
  - Pfarrdörfer Eichenberg und Sailauf
  - Weiler Weiberhof

- Markt Schöllkrippen mit 8 Gemeindeteilen:
  - Hauptort Schöllkrippen
  - Pfarrdorf Schneppenbach
  - Dörfer Hofstädten und Langenborn
  - Weiler Ernstkirchen und Röderhof
  - Einöden Reuschberg und Schabernack

- Sommerkahl mit 2 Gemeindeteilen:
  - Pfarrdorf Sommerkahl
  - Dorf Vormwald

- Markt Stockstadt am Main mit dem gleichnamigen Industrieort

- Waldaschaff mit 3 Gemeindeteilen:
  - Pfarrdorf Waldaschaff
  - Einöden Diezenhof und Hockenhof

- Weibersbrunn mit 3 Gemeindeteilen:
  - Pfarrdorf Weibersbrunn
  - Dorf Rohrbrunn
  - Einöde Echterspfahl

- Westerngrund mit 4 Gemeindeteilen:
  - Pfarrdorf Oberwestern
  - Dörfer Huckelheim und Unterwestern
  - Weiler Polsterhof

- Wiesen mit dem gleichnamigen Pfarrdorf

## Alphabetische Liste
In Fettschrift erscheinen die Orte, die namengebend für die Gemeinde sind.

### A
- Albstadt zu Alzenau
- Alzenau
- Angelsberg zu Mömbris
- Aschaffsteg zu Hösbach

### B
- Bahnhof zu Hösbach
- Breunsberg zu Johannesberg
- Brücken zu Mömbris

### D
- Daxberg zu Mömbris
- Dettingen am Main zu Karlstein a.Main
- Diezenhof zu Waldaschaff
- Dörnhof zu Haibach
- Dörnsteinbach zu Mömbris
- Dörrmorsbach zu Haibach

### E
- Echterspfahl zu Weibersbrunn
- Edelbach zu Kleinkahl
- Eichenberg zu Sailauf
- Emmerichshofen zu Kahl a.Main
- Erlenbach zu Blankenbach
- Erlenfurt zu Rothenbuch
- Ernstkirchen zu Schöllkrippen

### F
- Feldkahl zu Hösbach
- Flederichsmühle zu Mömbris
- Forsthaus zu Hösbach
- Frauengrund zu Bessenbach
- Frohnbügel zu Geiselbach
- Frohnhofen zu Laufach
- Fronhofen zu Mömbris

### G
- Geiselbach
- Glashütte zu Kleinkahl
- Glattbach
- Goldbach
- Großblankenbach zu Blankenbach
- Großhemsbach zu Mömbris
- Großkahl zu Kleinkahl
- Großlaudenbach zu Kleinkahl
- Großostheim
- Großwelzheim zu Karlstein a.Main
- Grünmorsbach zu Haibach
- Gunzenbach zu Mömbris

### H
- Hagelhof zu Johannesberg
- Haibach
- Hain im Spessart zu Laufach
- Hauenstein zu Krombach
- Hauhof zu Mömbris
- Häuserackerhof zu Kleinostheim
- Heigenbrücken
- Heimathen zu Heimbuchenthal
- Heimbach zu Mömbris
- Heimbuchenthal
- Heinrichsthal
- Hessenthal zu Mespelbrunn
- Hockenhof zu Waldaschaff
- Hofstädten zu Schöllkrippen
- Hohl zu Mömbris
- Höllhammer zu Heimbuchenthal
- Hörstein zu Alzenau
- Hösbach
- Hösbach zu Hösbach
- Huckelheim zu Westerngrund
- Hundsrück zu Dammbach

### J
- Jakobsthal zu Heigenbrücken
- Johannesberg

### K
- Kahl a.Main
- Kahlmühle (Bambergermühle) zu Kleinkahl
- Kälberau zu Alzenau
- Kaltenberg zu Mömbris
- Keilberg zu Bessenbach
- Kleinblankenbach zu Blankenbach
- Kleinhemsbach zu Mömbris
- Kleinkahl
- Kleinlaudenbach zu Kleinkahl
- Kleinostheim
- Klingerhof zu Bessenbach
- Klingermühle zu Bessenbach
- Königshofen an der Kahl zu Mömbris
- Krausenbach zu Dammbach
- Krombach

### L
- Langenborn zu Schöllkrippen
- Laufach
- Lichtenau zu Rothenbuch

### M
- Mainaschaff
- Mensengesäß zu Mömbris
- Mespelbrunn
- Mespelbrunn zu Mespelbrunn
- Michelbach zu Alzenau
- Molkenberg zu Mömbris
- Mömbris
- Münchhof zu Hösbach

### N
- Neuhammer zu Dammbach
- Niedersteinbach zu Mömbris

### O
- Oberafferbach zu Johannesberg
- Oberbessenbach zu Bessenbach
- Oberkrausenbach zu Dammbach
- Oberlohrgrund zu Heinrichsthal
- Oberschnorrhof zu Dammbach
- Oberschur zu Krombach
- Oberwestern zu Westerngrund
- Oberwintersbach zu Dammbach
- Omersbach zu Geiselbach

### P
- Pflaumheim zu Großostheim
- Polsterhof zu Westerngrund

### R
- Rappach zu Mömbris
- Rauenthal zu Glattbach
- Reichenbach zu Mömbris
- Reuschberg zu Schöllkrippen
- Ringheim zu Großostheim
- Röderhof zu Schöllkrippen
- Rohrbrunn zu Weibersbrunn
- Rothenbuch
- Rothengrund zu Mömbris
- Rottenberg zu Hösbach
- Rückersbach zu Johannesberg

### S
- Sailauf
- Schabernack zu Schöllkrippen
- Schimborn zu Mömbris
- Schmerlenbach zu Hösbach
- Schneppenbach zu Schöllkrippen
- Schöllkrippen
- Sommerkahl
- Steiger zu Bessenbach
- Steinbach zu Johannesberg
- Steinmühle zu Rothenbuch
- Sternberg zu Johannesberg
- Stockstadt a.Main
- Straßbessenbach zu Bessenbach
- Strötzbach zu Mömbris

### U
- Unterafferbach zu Goldbach
- Unterbessenbach zu Bessenbach
- Unterlohrgrund zu Heinrichsthal
- Unterschnorrhof zu Dammbach
- Unterschur zu Krombach
- Unterwestern zu Westerngrund

### V
- Vormwald zu Sommerkahl

### W
- Waldaschaff
- Waldmichelbach zu Bessenbach
- Wasserlos zu Alzenau
- Weiberhof zu Sailauf
- Weibersbrunn
- Weiler zu Bessenbach
- Wenighösbach zu Hösbach
- Wenigumstadt zu Großostheim
- Wesemichshof zu Kleinkahl
- Wiesen
- Wintersbach zu Dammbach
- Winzenhohl zu Hösbach

| ↑ Zurück zum Inhaltsverzeichnis |